# 徐忱
徐忱（1468年—？），字克心，號東莊，直隸河間府肅寧縣人，明朝政治人物。

## 生平
順天府鄉試第四名舉人。弘治九年（1496年）中式丙辰科進士會試第一百三十四名，三甲第五十七名進士。選庶吉士。轉吏、兵二科給事中。

## 家族
曾祖徐福，封監察御史；祖父徐清，前監察御史 封刑部主事；父徐佑，知府。母宋氏。具庆下。弟徐恂。